# Conservatorio delle Mantellate
Il Conservatorio delle Mantellate si trova in via San Gallo a Firenze.

## Storia
Il convento delle Mantellate era l'antico "monastero del Chiarito", dal nome del beato Chiarito Del Voglia che lo fondò nel 1343, dedicandolo alla Regina del Cielo. Nel 1424 subì un gravissimo incendio e nel 1550 fu ricostruita la chiesa, riconsacrandola solo nel 1656, quando vennero terminati anche i lavori al convento.  Dal 1435 al 1453 vi abitarono le monache Agostiniane. Questo convento era celebre per un Crocifisso miracoloso, al quale Lorenzo il Magnifico attribuiva la grazia di essere sfuggito ai pugnali della congiura dei Pazzi, nel 1478. Maria Maddalena d'Austria, moglie di Cosimo II, attribuiva a questo Crocifisso la propria fecondità.
Nel 1785 il convento venne trasformato in conservatorio dal Granduca Pietro Leopoldo, che lo destinò alle suore Mantellate Serve di Santa Maria della santa Giuliana Falconieri, già in via Laura. Il Conservatorio dedicato all'istruzione scolastica, che funzionò anche come Liceo Classico sino al 1999. Vi hanno insegnato anche padre Lorenzo Fatichi, priore nella chiesa di San Marco a Firenze e il teologo domenicano Reginaldo Santilli che, negli anni settanta, fu professore di filosofia in questo liceo classico. Nel 1971-1972 ne fu preside Giulio Giannelli.
Oggi ospita un convitto universitario femminile, una scuola dell'infanzia e primaria privata, nonché la sede di alcune associazioni.

## Descrizione

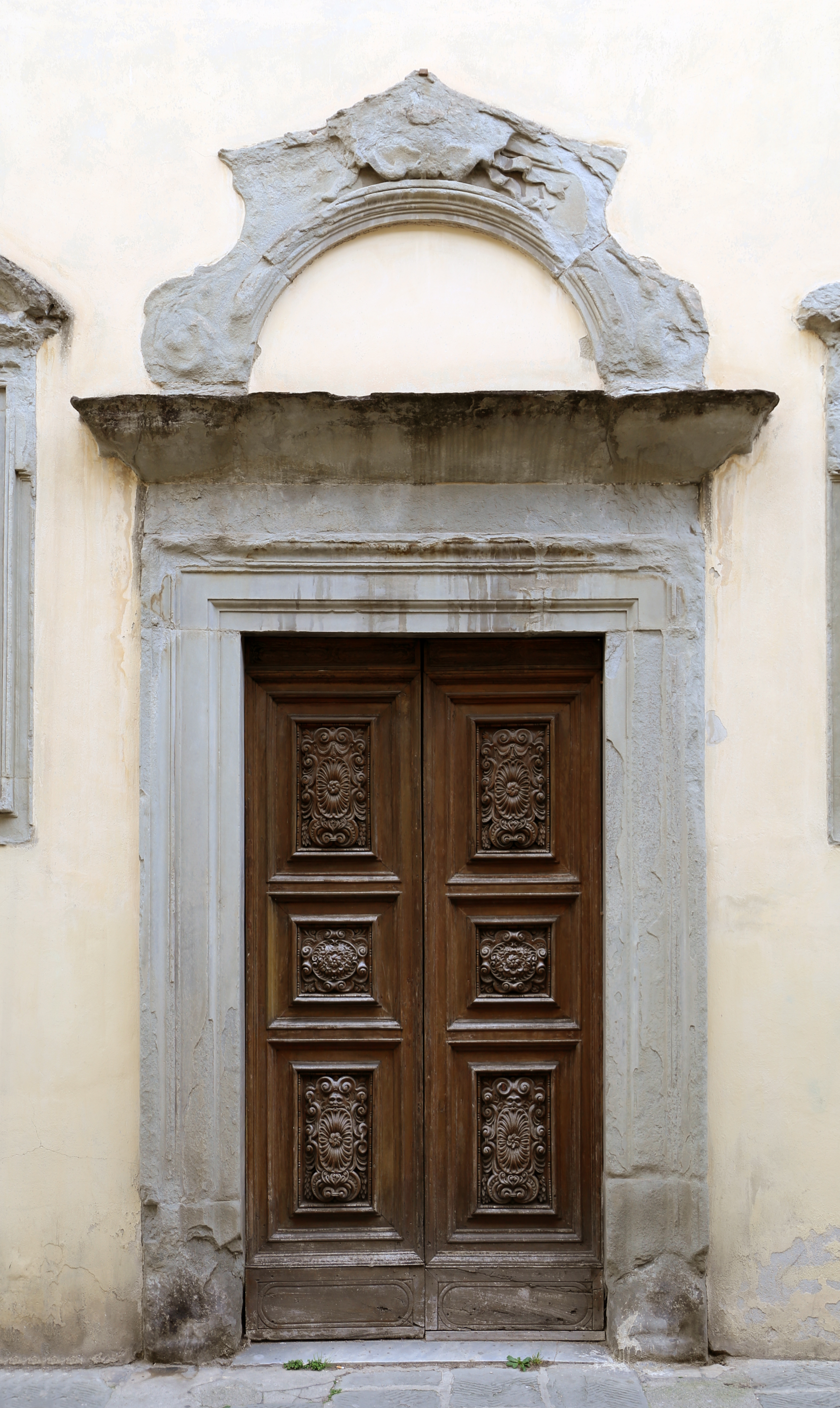
Il portale

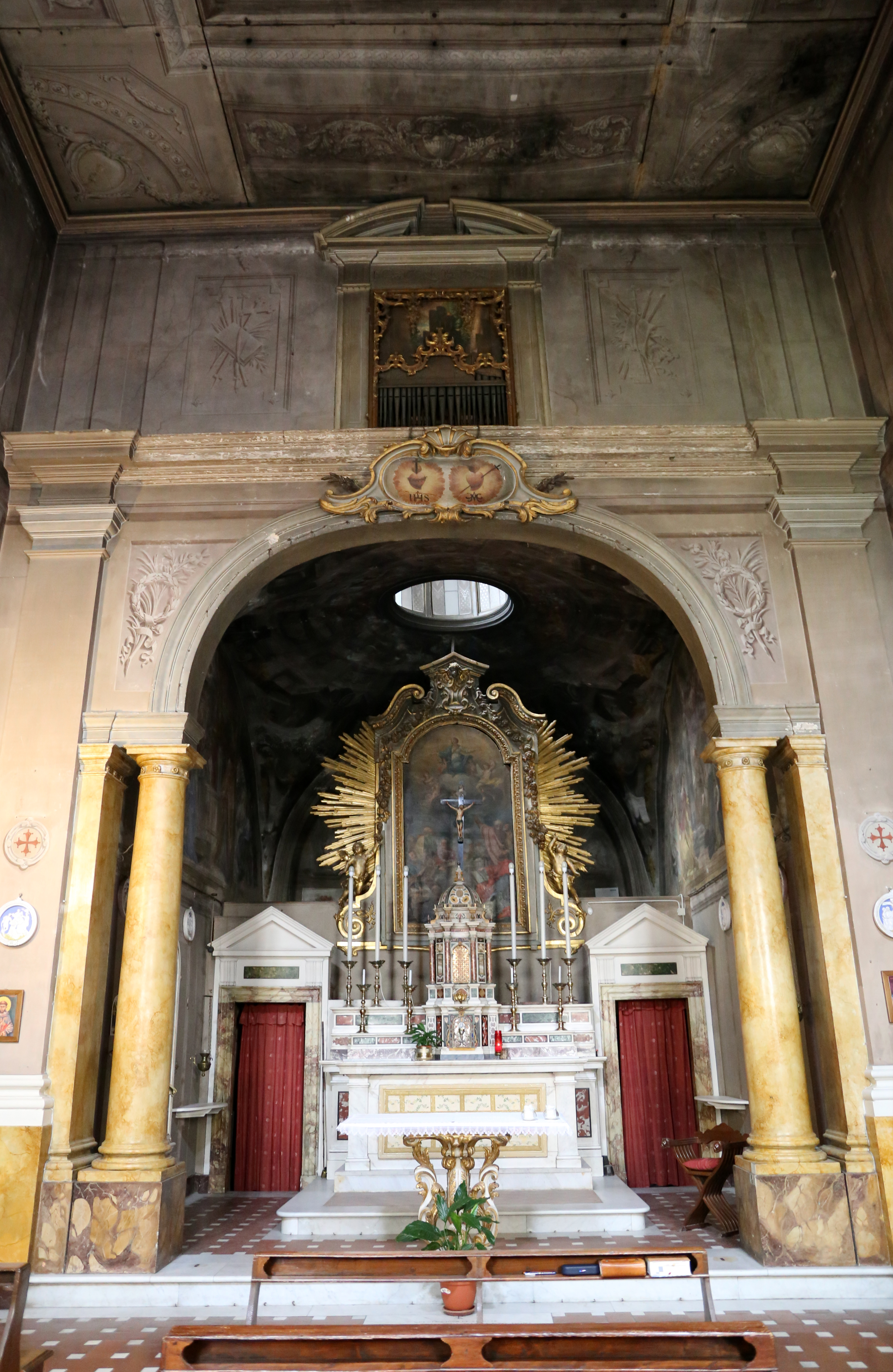
Interno della chiesa: l'altare maggiore

Il conservatorio ha alcuni ambienti visitabili: la pinacoteca, il refettorio e la chiesa.
La pinacoteca, ospitata in un salone con affaccio sul giardino retrostante, ospita varie opere del XVII e XVIII secolo, tra cui spiccano il Martirio di santa Caterina d'Alessandria di Jacopo Ligozzi, Tre arcangeli di Fabrizio Boschi, Madonna col Bambino e santi di Francesco Curradi, la Morte di san Giuseppe di Anton Domenico Gabbiani e un'Adorazione dei Magi di Luca Giordano. Opere di autori ignoti dello stesso periodo sono le tele di Abramo e i tre angeli con l'originale cornice lignea intagliata, una Madonna col Bambino e san Giovannino e un San Giuseppe con Gesù Bambino.
Nel refettorio, coperto da volte unghiate, si trova un affresco dell'Ultima Cena di autore ignoto.
La facciata, visibile su via San Gallo, è caratterizzata da cornici in pietra serena su cui era visibile lo stemma del monastero, con un calice da cui escono spighe di grano e trabocca il vino, derivato da una visione del beato Chiarito (oggi completamente abraso). Sul portale inoltre si leggeva "Regina Cœli / Assunta Est Maria in Cœlum Gaudent Angeli".
Nella chiesa si trova, sull'altare maggiore, una tela del XVII secolo con l'Assunzione della Vergine. L'altare è in commesso di pietre dure, culminante in una cupoletta con otto colonnine, riferibile a Bartolomeo Cennini (XVIII secolo). Le pareti sono decorate da due altari laterali con la Deposizione di Gesù dalla Croce con santa Giuliana Falconieri e san Filippo Benizi di Jacopo Vignali e il Martirio di sant'Andrea di solito attribuita a Giovan Camillo Sagrestani, ma più recentemente assegnata a Giuseppe Moriani. Quest'ultimo dipinto, di cui non vi è traccia in chiesa fino ad una menzione del 1819, potrebbe identificarsi con quello che il pittore dipinse nel 1715 su commissione della Compagnia di Sant'Andrea dei Cardatori per la loro chiesa.
Completano la decorazione sette candelabri lignei settecenteschi, un gesso della Vergine Maria custodito entro una teca in vetro (XX secolo) e un'acquasantiera in marmo rosa del Cinquecento.
Francesco Bigazzi (1886) riportò il testo di una lapide non più esistente che si trovava lungo le mura, accanto alla casa del fattore degli orti del conservatorio, e che si riferiva a una concessione data alle monache:
IL SOVRANO RESCRITTO DE' 28 GIUGNO 1822

PERMISE QUESTO APPOGGIO ALLE MURA URBANE

CON CONDIZIONE

DI DEMOLIRE E RESTITUIRE LO SPAZIO LEGALE

TRA LE MURA ED IL FABBRICATO

QUANDO LO STABILE CESSI DI APPARTENERE

AL CONSERVATORIO DELLE SALESIANE